# Luis Gil
Luis Miguel Gil (ur. 14 listopada 1993 w Garden Grove) – amerykański piłkarz pochodzenia meksykańskiego występujący na pozycji ofensywnego pomocnika, obecnie zawodnik Viktorii Žižkov, czeskiego klubu w drugiej lidze.

## Kariera klubowa
Gil – syn meksykańskiego imigranta i Amerykanki – pochodzi z miejscowości Garden Grove w Kalifornii. Treningi piłkarskie rozpoczynał jako ośmiolatek w uznanej szkółce piłkarskiej Pateadores Soccer Club (której wychowankami są między innymi Maurice Edu, Matt Reis czy John Thorrington) z siedzibą w pobliskim Yorba Linda, zaś w wieku dwunastu lat dzięki przejawianemu talentowi wyjechał do Argentyny, gdzie przez pewien czas trenował w słynnej akademii juniorskiej klubu CA River Plate. Po powrocie w rodzinne strony uczęszczał do Santiago High School w Garden Grove, zaś jako piętnastolatek został objęty przez krajową federację piłkarską programem dla najzdolniejszych juniorów i przyjęty do prowadzonej przez nią akademii młodzieżowej IMG Soccer Academy w Bradenton na Florydzie. Tam spędził dwa lata (w międzyczasie przebywał na testach w angielskim Arsenalu), po czym podpisał profesjonalny kontrakt z programem Generation Adidas. W lutym 2010 został wybrany w drafcie przez klub Kansas City Wizards, który jednak zdecydował się odstąpić jego prawa zespołowi Real Salt Lake w zamian za miejsce dla zagranicznego zawodnika i przyszły procent z kwoty ewentualnego transferu.
W pierwszej drużynie Gil premierowy mecz rozegrał w czerwcu 2010 z D.C. United (1:2) w ramach krajowego pucharu (US Open Cup), zaś dwa miesiące później udał się na wypożyczenie do ekipy AC St. Louis z drugiego szczebla rozgrywek – USSF Division 2 Professional League. Tam spędził dwa miesiące, zaś po powrocie do Real Salt Lake zadebiutował w Major League Soccer, 26 marca 2011 w wygranym 4:1 spotkaniu z Los Angeles Galaxy. Pierwszą bramkę zdobył natomiast 6 sierpnia tego samego roku w wygranej 3:0 konfrontacji z New York Red Bulls, szybko zostając podstawowym piłkarzem drużyny prowadzonej przez Jasona Kreisa. W tym samym roku dotarł z Realem do finału najbardziej prestiżowych rozgrywek kontynentu – Ligi Mistrzów CONCACAF, zaś w sezonie 2012 zajął drugie miejsce w konferencji zachodniej. Sukces ten powtórzył też w sezonie 2013, kiedy to zanotował również wicemistrzostwo MLS, docierając do finału MLS Cup i doszedł do finału pucharu kraju. Ogółem barwy Realu reprezentował przez niecałe sześć lat.
W styczniu 2016 Gil na zasadzie wolnego transferu został zawodnikiem meksykańskiego zespołu Querétaro FC. W tamtejszej Liga MX zadebiutował 22 stycznia 2016 w wygranym 3:0 meczu z Dorados, zaś w jesiennym sezonie Apertura 2016 wywalczył puchar Meksyku – Copa MX, pełniąc jednak rolę głębokiego rezerwowego.

## Kariera reprezentacyjna
Dysponujący podwójnym obywatelstwem Gil zdecydował się na występy w amerykańskiej kadrze. W kwietniu 2009 został powołany przez szkoleniowca Wilmera Cabrerę do reprezentacji Stanów Zjednoczonych U-17 na Mistrzostwa Ameryki Północnej U-17, gdzie rozegrał dwa z trzech możliwych spotkań (obydwa w wyjściowym składzie) i strzelił gola w konfrontacji z Kubą (5:0). Jego zespół z kompletem zwycięstw ukończył turniej na pierwszym miejscu w grupie; faza pucharowa rozgrywek została odwołana ze względu na wybuch epidemii świńskiej grypy na terenie organizatora rozgrywek – Meksyku. Siedem miesięcy później znalazł się w składzie na Mistrzostwa Świata U-17 w Nigerii – tam miał niepodważalne w wyjściowym składzie i wystąpił we wszystkich czterech meczach w pełnym wymiarze czasowym, natomiast Amerykanie odpadli z juniorskiego mundialu w 1/8 finału, ulegając w nim Włochom (1:2).
W lutym 2013 Gil, jako zawodnik reprezentacji Stanów Zjednoczonych U-20 prowadzonej przez Taba Ramosa, wziął udział w Mistrzostwach Ameryki Północnej U-20. Tam rozegrał trzy z pięciu spotkań (we wszystkich w wyjściowym składzie) i dwukrotnie wpisał się na listę strzelców – w fazie grupowej z rzutu karnego z Haiti (2:1) i w ćwierćfinale z Kanadą (4:2). Jego ekipa dotarła wówczas do finału turnieju, ulegając w nim po dogrywce gospodarzowi – Meksykowi (1:3). W czerwcu został powołany na Mistrzostwa Świata U-20 w Turcji, gdzie wystąpił we wszystkich trzech meczach od pierwszej do ostatniej minuty i strzelił bramkę Hiszpanii (1:4). Amerykanie zajęli jednak czwarte, ostatnie miejsce w grupie i nie awansowali do fazy pucharowej.
W październiku 2015 Gil znalazł się w ogłoszonym przez Andreasa Herzoga składzie reprezentacji Stanów Zjednoczonych U-20 na północnoamerykański turniej kwalifikacyjny do Igrzysk Olimpijskich w Rio de Janeiro. Tam zagrał we wszystkich pięciu meczach (w trzech w pierwszym składzie) i strzelił po golu w grupowych pojedynkach z Kanadą (3:1) oraz Panamą (4:0), w obydwóch przypadkach skutecznie egzekwując rzuty karne. Amerykanie, będący gospodarzami eliminacji, odpadli z rozgrywek w półfinale, ulegając Hondurasowi (2:0) i uplasowali się na trzeciej lokacie. Kilka miesięcy później strzelił jeszcze gola w barażowym meczu o udział w igrzyskach z Kolumbią (1:1), jednak wobec porażki w rewanżu jego kadra nie zdołała się zakwalifikować na brazylijską olimpiadę.
W seniorskiej reprezentacji Stanów Zjednoczonych Gil zadebiutował za kadencji selekcjonera Jürgena Klinsmanna, 1 lutego 2014 w wygranym 2:0 meczu towarzyskim z Koreą Płd.

## Statystyki kariery

### Klubowe
| Real Salt Lake    | 2010              | Stany Zjednoczone | MLS     | 0  | 0 | 1 | 0   | LMC | 1 | 0   | 2  | 0 |
| AC St. Louis      | Stany Zjednoczone | USSF D2           | 9       | 1  | — | — | —   | —   | — | 9   | 1  |   |
| Real Salt Lake    | 2011              | Stany Zjednoczone | MLS     | 28 | 2 | 2 | 0   | —   | — | —   | 30 | 2 |
| Real Salt Lake    | 2012              | Stany Zjednoczone | 30      | 1  | 1 | 1 | LMC | 2   | 0 | 33  | 2  |   |
| Real Salt Lake    | 2013              | Stany Zjednoczone | 35      | 5  | 1 | 0 | —   | —   | — | 36  | 5  |   |
| Real Salt Lake    | 2014              | Stany Zjednoczone | 28      | 2  | 1 | 0 | —   | —   | — | 29  | 2  |   |
| Real Salt Lake    | 2015              | Stany Zjednoczone | 24      | 1  | 3 | 0 | LMC | 2   | 0 | 29  | 1  |   |
| Querétaro         | 2015–2016         | Meksyk            | Liga MX | 9  | 0 | — | —   | —   | — | —   | 9  | 0 |
| Querétaro         | 2016–2017         | Meksyk            | 0       | 0  | — | — | —   | —   | — | 0   | 0  |   |
| Ogółem            |                   |                   |         |    |   |   |     |     |   |     |    |   |
| Stany Zjednoczone | Stany Zjednoczone | Stany Zjednoczone | 154     | 12 | 9 | 1 | LMC | 5   | 0 | 168 | 13 |   |
| Meksyk            | Meksyk            | Meksyk            | 9       | 0  | — | — | —   | —   | — | 9   | 0  |   |
| Ogółem            | Ogółem            | Ogółem            | 163     | 12 | 9 | 1 | LMC | 5   | 0 | 177 | 13 |   |

- LMC – Liga Mistrzów CONCACAF

### Reprezentacyjne
| USA    | Stany Zjednoczone | 2014   | 1 | 0 | — | — | — | — | — | 1 | 0 |
| USA    | Stany Zjednoczone | 2015   | 1 | 0 | — | — | — | — | — | 1 | 0 |
| Ogółem | Ogółem            | Ogółem | 2 | 0 | — | — | — | — | — | 2 | 0 |